# Wadeye
Wadeye – miasto w Australii, w Terytorium Północnym.